# ولادیمیروفکا (آستراخان)
ولادیمیروفکا (به لاتین: Vladimirovka) یک منطقهٔ مسکونی در روسیه است که در استان آستراخان واقع شده‌است.